# STEP (satellite)
Le Satellite Test of the Equivalence Principle (STEP, en français : « Satellite de Test du Principe d'Équivalence ») est un projet américain de satellite scientifique destiné à tester le principe d'équivalence de la relativité générale. L'expérience doit être assez sensible pour permettre de tester la théorie de la gravitation d'Albert Einstein et d'autres théories. Le projet développé par l'université Stanford en réponse à un appel à propositions de 2007 du programme Small Explorer de la NASA n'est pas retenu.
L'expérience utilise un satellite sans traînée (en) composé d'une enveloppe externe entourant une masse d'épreuve. La coque protège cette dernière de l'influence du vent solaire, de la trainée atmosphérique, du champ magnétique terrestre et de tous les autres effets qui peuvent perturber son mouvement en chute libre : les accélérations de l'enveloppe extérieure qui la rapprochent de la masse d'épreuve sont détectées et systématiquement compensées à l'aide de propulseurs.